# Be Alright (Ariana Grande)
Be Alright è un brano musicale della cantante statunitense Ariana Grande, pubblicato il 18 marzo 2016 sia su iTunes Store che sul proprio canale YouTube come primo singolo promozionale dal suo terzo album Dangerous Woman dalla Republic Records.

## Descrizione
Il 17 giugno 2015, dopo aver terminato la registrazione del brano, Ariana Grande ha pubblicato due frammenti della canzone attraverso il suo profilo Snapchat. Nei mesi successivi ha menzionato la canzone su altri social media, come Twitter e Instagram. Più tardi, l'11 gennaio 2016, la cantante ha annunciato, in seguito alle domande di alcuni fan riguardo alla pubblicazione del brano, la prossima uscita del singolo.
Il 20 gennaio 2016 Ariana Grande ha pubblicato altri due frammenti di Be Alright sul suo Snapchat, descritti da MTV News come «una accattivante base house sulla quale Ari canticchia "Baby, we'll be alright" e "every little thing's gonna be alright."» Dopo aver sentito i frammenti, Bianca Gracie di Idolator l'ha classificato come "un suono più caldo che si discosta leggermente rispetto alle precedenti produzioni, più elettroniche, realizzate in collaborazione con Cashmere Cat (Be My Baby e Adore)", concludendo che le sembrava infinitamente più promettente di Focus.
L'11 marzo 2016, la cantante ha annunciato al programma radiofonico di Ryan Seacrest che il giorno successivo avrebbe eseguito Be Alright alla ventunesima stagione di Saturday Night Live e che il pezzo sarebbe stato pubblicato il 18 marzo come primo singolo promozionale dell'album.

## Composizione
Scritto da Ariana Grande, Tommy Brown, Victoria McCants, Khaled Rohaim, Nicholas Audino, Lewis Hughes e Willie Tafa, il brano è stato prodotto da Twice as Nice e Tommy Brown. Secondo la partitura pubblicata su Musicnotes.com dalla Universal, la canzone è composta in chiave di Do diesis minore con un tempo di 114 battiti al minuto. La voce della Grande si estende dal Fa3 al Do5. Esso contiene una interpolazione della canzone Firefly, scritto da Joshua Neo e Alexander Crossan (alias Mura Masa), ed eseguito da quest'ultimo. Crossan, lo scrittore e produttore di Firefly, ha affermato che Be Alright era un rip-off di Firefly, e dopo le affermazioni, lo scrittore è stato incluso nei crediti della canzone.
Be Alright è un brano fortemente ispirato dalla Deep house, avendo anche Chicago house, dance pop e influenze R&B.

## Tracce
Testi di Ariana Grande e Victoria Monét. Musiche di Ariana Grande, Tommy Brown, Khaled Rohaim, Nicholas Audino, Lewis Hughes, Willie Tafa, Alexander Crossan e Neo Jessica Joshua.
1. Be Alright – 2:57

## Esibizioni dal vivo
La cantante ha eseguito Be Alright per la prima volta durante la quarantunesima stagione di Saturday Night Live il 12 marzo 2016. Per l'esibizione la Grande e i suoi ballerini hanno scelto una coreografia vogueing.
 Be Alright è stato eseguito anche durante il Wango Tango, alle Vevo Sessions e al One Love Manchester.

## Classifiche
| Classifica (2016) | Posizione massima |
| ----------------- | ----------------- |
| Canada            | 39                |
| Corea del Sud     | 25                |
| Francia           | 75                |
| Giappone          | 67                |
| Grecia            | 9                 |
| Irlanda           | 92                |
| Italia            | 90                |
| Paesi Bassi       | 89                |
| Regno Unito       | 65                |
| Repubblica Ceca   | 86                |
| Scozia            | 42                |
| Stati Uniti       | 43                |